# Закирова, Умидахон Ахмаджановна
Умидахон Ахмаджановна Закирова (узб. Umidaxon Zakirova Ahmadjanova; род. 30 сентября 1971 года, Андижан, УзССР, СССР) — узбекская преподаватель и политик. С 2020 года депутат Законодательной палаты Олий Мажлиса Республики Узбекистан от Андижанского избирательного округа № 9. Член Либерально-демократической партии Узбекистана.

## Биография
Родилась 30 сентября 1970 года в Андижанская область. Получила высшая образования, окончив в 1994 году Андижанский государственный педагогический институт языков. Специальность — преподаватель русского языка и литературы Владеет русским, турецким и английским языками..
Трудовую деятельность начала в 1988 году лаборантом в Андижанском пединституте языков.
В 1994—2004 годах — преподаватель русского языка и литературы, заместитель директора по профориентации общеобразовательной школе № 30 города Андижана. В 2004—2015 годах — заместитель директора по духовно-просветительским вопросам в этом учебном заведении.
В 2015—2019 годах — директор общеобразовательной школы № 4 города Андижана.
С 2019 года директор общеобразовательной школы № 11 города Андижана.
Входит в Комитет по труду и социальным вопросам, член Фракции Движения предпринимателей и деловых людей — Либерально-демократической партии Узбекистана.
Награждена памятными знаками «15 лет Независимости Узбекистана» и «27 лет Конституции Узбекистана», нагрудным знаком «Отличник народного образования».
Замужем. Имеет троих детей.